# ملكة جمال الأرض 2003
ملكة جمال الأرض 2003، هي مسابقة ملكة جمال الأرض الثالثة في تاريخ مسابقة ملكة جمال الأرض منذ انطلاقتها عام 2001، عقدت في 9 نوفمبر 2003 في مسرح جامعة الفلبين في كويزون سيتي، الفلبين. شهدت المسابقة مشاركة سبعة وخمسون متسابقة من جميع أنحاء العالم. تم بث المسابقة مباشرة عبر أي بي إس-سي بي إن في الفلبين وفي العديد من البلدان في جميع أنحاء العالم عبر ستار وورلد والقناة الفلبينية وشبكات شريكة أخرى. في ختام الليلة الأخيرة من المسابقة، توجت دانيا برنس من هندوراس من قبل حاملة اللقب ملكة جمال الأرض عام 2002 ، وينفريد أمواكوي من كينيا. تم اختيار برازيلا زاندون ملكة جمال الهواء 2003 (الوصيفة الأول) من البرازيل، ماريانيلا زيليدون بولانوس من كوستاريكا، واختيرت ملكة جمال الماء 2003 (الوصيفة الثانية) ، وبولندا مارتا ماتيجاسيك ملكة جمال النار 2003 (الوصيفة الثالث).
استضاف المسابقة المضيف التلفزيوني آرييل يريتا. تم تقديم المرشحين في البداية إلى جانب حمام السباحة في فندق إنتركونتيننتال مانيلا في مدينة ماكاتي في 22 أكتوبر 2003. مُنحت جائزة الجمال من أجل قضية إلى فيدا سمادزاي أول امرأة أفغانية تتنافس في مسابقة ملكة جمال دولية على مدار ثلاثة عقود تقريبًا، للمساعدة في تأسيس جمعية خيرية نسائية مقرها الولايات المتحدة تسعى إلى رفع مستوى الوعي بحقوق المرأة وتعليمها في أفغانستان من خلال "الترميز" إلى الثقة المكتشفة حديثًا والشجاعة والروح التي تتمتع بها نساء اليوم وتمثيل انتصار حقوق المرأة ومختلف النضالات الاجتماعية والشخصية والدينية".

## النتائج

### المراكز النهائية
| النتائج النهائية                  | المتنافسة |
| --------------------------------- | --- |
| ملكة جمال الأرض 2003              | - هندوراس - دانيا برينس |
| ملكة جمال الهواء (الوصيفة الأولى) | - البرازيل - بريسيلا بوليسيلو زاندونا |
| ملكة جمال الماء (الوصيفة الثانية) | - كوستاريكا - ماريانيلا زيلدون بولانيوس |
| ملكة جمال النار (الوصيفة الثالثة) | - بولندا - مارتا ماتياسيك |
| أفضل 10                           | - قبرص - كريستيانا أريستوتيلو - غواتيمالا - ماري كلير بالاسيوس بوفغراس - النرويج - فاي لارسن - الفلبين - لورا ماري دنلاب - صربيا والجبل الأسود - كاترينا فويسيتش - تاهيتي - فايروب بيتر هواوتو |

### جوائز خاصة
| جائزة                   | المتسابقة                           |
| ----------------------- | ----------------------------------- |
| الجمال من أجل قضية      | أفغانستان - فيدا سمادزاي            |
| ملكة جمال الصداقة       | إثيوبيا - يوديت جيتاهون             |
| ملكة جمال فوتوغرافيا    | بوليفيا - كلوديا سيسيليا ازيدا      |
| الأفضل في المواهب       | البوسنة والهرسك - ميريلا بلبلجا     |
| أفضل شعر                | فيتنام - نغوين نجان ها              |
| الأفضل في الزي الوطني   | بنما - جيسيكا دوراليس سيغي †        |
| الأفضل في فستان طويل    | البرازيل - بريسيلا بولوسيلو زاندونا |
| الأفضل في ملابس السباحة | فرنسا - جنيفر بيشار                 |

## لجنة التحكيم
فيما يلي قائمة لجنة التحكيم مسابقة ملكة جمال الأرض الذي ضمت تسعة أعضاء:
| رقم. | الحكم                  | خلفية                                         |
| ---- | ---------------------- | --------------------------------------------- |
| 1    | خوسيه كايتانو دا سيلفا | سعادة سفير جمهورية البرتغال في الفلبين        |
| 2    | إيفانجلين باسكوال      | الوصيفة الثانية بمسابقة ملكة جمال العالم 1973 |
| 3    | إينو سوتو              | مصمم أزياء وأحد أعمدة صناعة الأزياء الفلبينية |
| 4    | شيتو ماكاباغال         | مدير عام يونيليفر الفلبين                     |
| 5    | باتريشيا تانتشونغ      | نائب الرئيس الأول شركة طيران الفلبين          |
| 6    | تشين تشين غوتيرز       | تايم 2003 Asian hero                          |
| 7    | ستيفان فوغل            | مدير عام فندق إنتركونتيننتال مانيلا           |
| 8    | بول لانكوس             | خبير تجميل، نائب رئيس شركة آفون               |
| 9    | إليسيا غوزون           | أمين إدارة البيئة والموارد الطبيعية           |

## الروابط الخارجية
- موقع ملكة جمال الأرض الرسمي
- مؤسسة ملكة جمال الأرض
- مؤسسة ملكة جمال الأرض أطفال أحب كوكبي